# ویلیام دی. مریک
ویلیام دی. مریک (به انگلیسی: William Duhurst Merrick) سناتور سابق عضو حزب ویگ بود. وی در سال ۱۸۳۸ تا ۱۸۴۵ میلادی سناتور ایالت مریلند در سنای ایالات متحده آمریکا بود.